# Extended-Range-Full-Bore-Geschoss

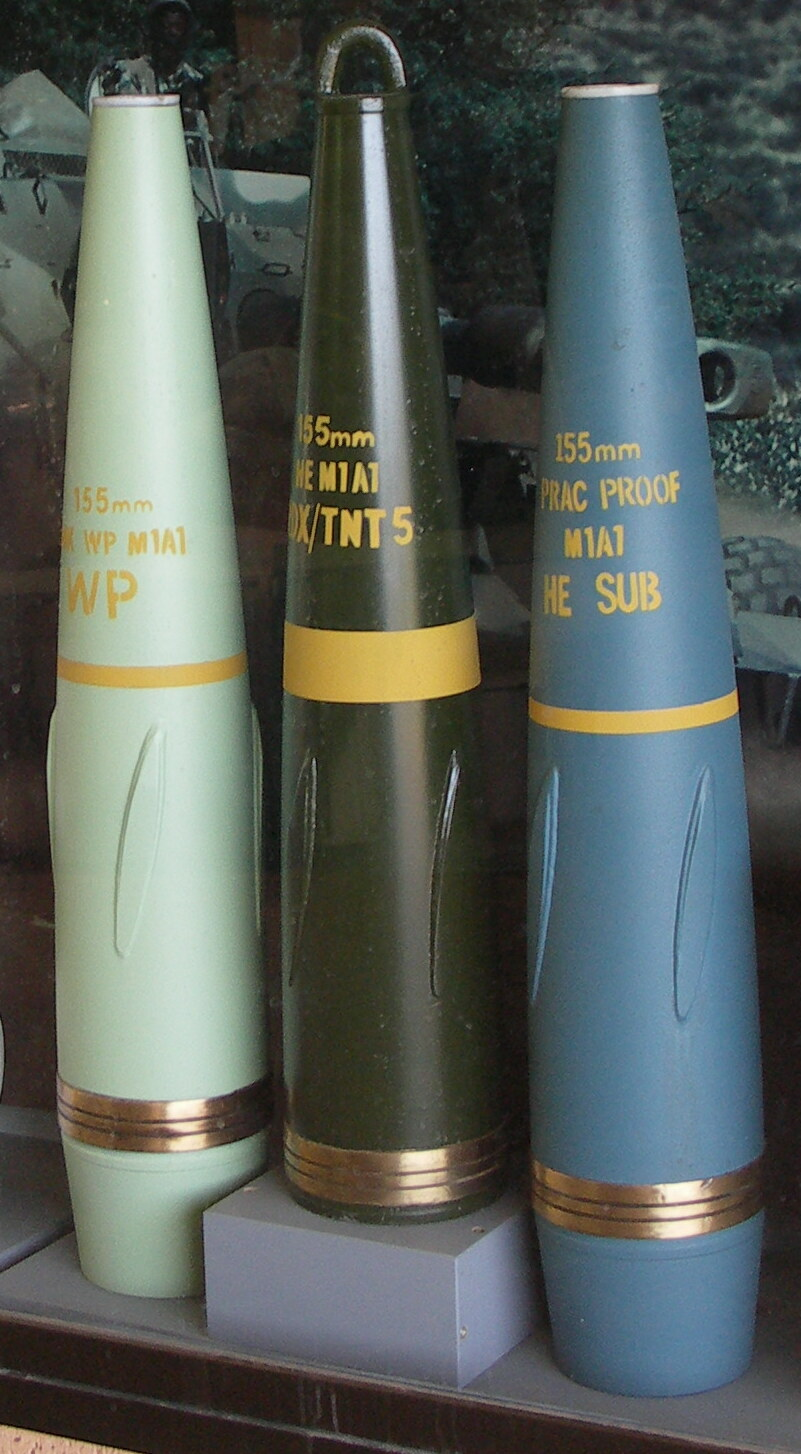
155-mm-ERFB-Geschosse für die Selbstfahrlafette G6

Das Extended-Range-Full-Bore-Geschoss (ERFB) ist ein Artilleriegeschoss mit erhöhter Reichweite. Die Reichweitensteigerung wird primär durch eine verbesserte aerodynamische Form des Geschosses erreicht.

## Entwicklung
Das ERFB-Geschoss (reichweitegesteigertes Vollkalibergeschoss) wurde von der kanadischen Firma Space Research Corporation von Gerald Bull entwickelt. Anfang der 1970er-Jahre arbeitete man dort an dem 155-mm-Artilleriegeschütz GC-45, mit welchem man bislang unerreicht große Schussweiten erzielen wollte. Seit dem Zweiten Weltkrieg erfuhren die 155-mm-Artilleriegeschosse nur geringfügige Anpassungen an der Form und die aerodynamischen Werte blieben nahezu unverändert. Für eine geplante Reichweitensteigerung musste u. a. auch ein neuartiges Artilleriegeschoss entwickelt werden. Während US-Entwickler zur Reichweitensteigerung Artilleriegeschosse mit zusätzlichem Raketenantrieb entwickelten, verfolgte Gerald Bull einen anderen Weg. Er wollte eine Reichweitensteigerung ohne Raketenantrieb erreichen. Bei Artilleriegeschossen mit Raketenantrieb erhöht sich die Streuung massiv und ebenso der Preis für ein Geschoss. Weiter reduziert sich die Sprengstoffmenge im Geschoss, da in dessen Geschossboden der Raketenantrieb untergebracht werden muss. Gerald Bull wollte ein Geschoss mit großer Reichweite ohne diese Nachteile entwickeln. Dazu untersuchten die Entwickler bei SRC die deutsche 21-cm-Kanone 12 (E) aus dem Zweiten Weltkrieg. Insbesondere analysierten sie die verwendeten Geschosse und deren Flugbahnen. Daraus schlossen die Entwickler, dass sich mit einer Kombination aus einem langen Geschützrohr und aerodynamisch optimal geformten Geschossen, welche mit einer hohen Mündungsgeschwindigkeit verschossen werden, sehr große Schussdistanzen erzielen ließen. So wurden zusammen mit der GC-45-Feldhaubitze das erste serienreife ERFB-Geschoss mit der Bezeichnung  Mk 10 entwickelt. Danach wurden weitere ERFB-Geschosstypen bei Poudreries réunies de Belgique (PRB) und SOMCHEM / Armscor hergestellt und exportiert. Seit Mitte der 1990er Jahre wird der Geschosstyp auch von verschiedenen anderen Herstellern produziert.

## Geschosstypen
- ERFB-HB: Extended Range Full Bore-Hollow Base. Mit Hohlboden am Geschossende.
- ERFB-BT: Extended Range Full Bore-Boat Tail. Mit einem Heckkonus mit reduziertem Basisdurchmesser und Hohlboden am Geschossende.
- ERFB-BB: Extended Range Full Bore-Base Bleed. Mit Base-Bleed-Glimmsatz am Geschossende.
- ERRAP: Extended Range Rocket Assisted Projectile. ERFB-Geschoss mit zusätzlichem Raketenantrieb
- ERFB-RA/BB: Extended Range Full Bore-Rocket assisted/Base Bleed. ERFB-BB-Geschoss mit zusätzlichem Raketenantrieb.
- V-LAP: Velocity-enhanced Long-range Artillery Projectile. ERFB-BB-Geschoss mit zusätzlichem Raketenantrieb.[6]

ERFB-Geschosse werden primär für das Kaliber 155 mm produziert. Daneben existieren auch Modelle im Kaliber 105 mm, 130 mm, 152 mm und 201 mm.

## Beschreibung

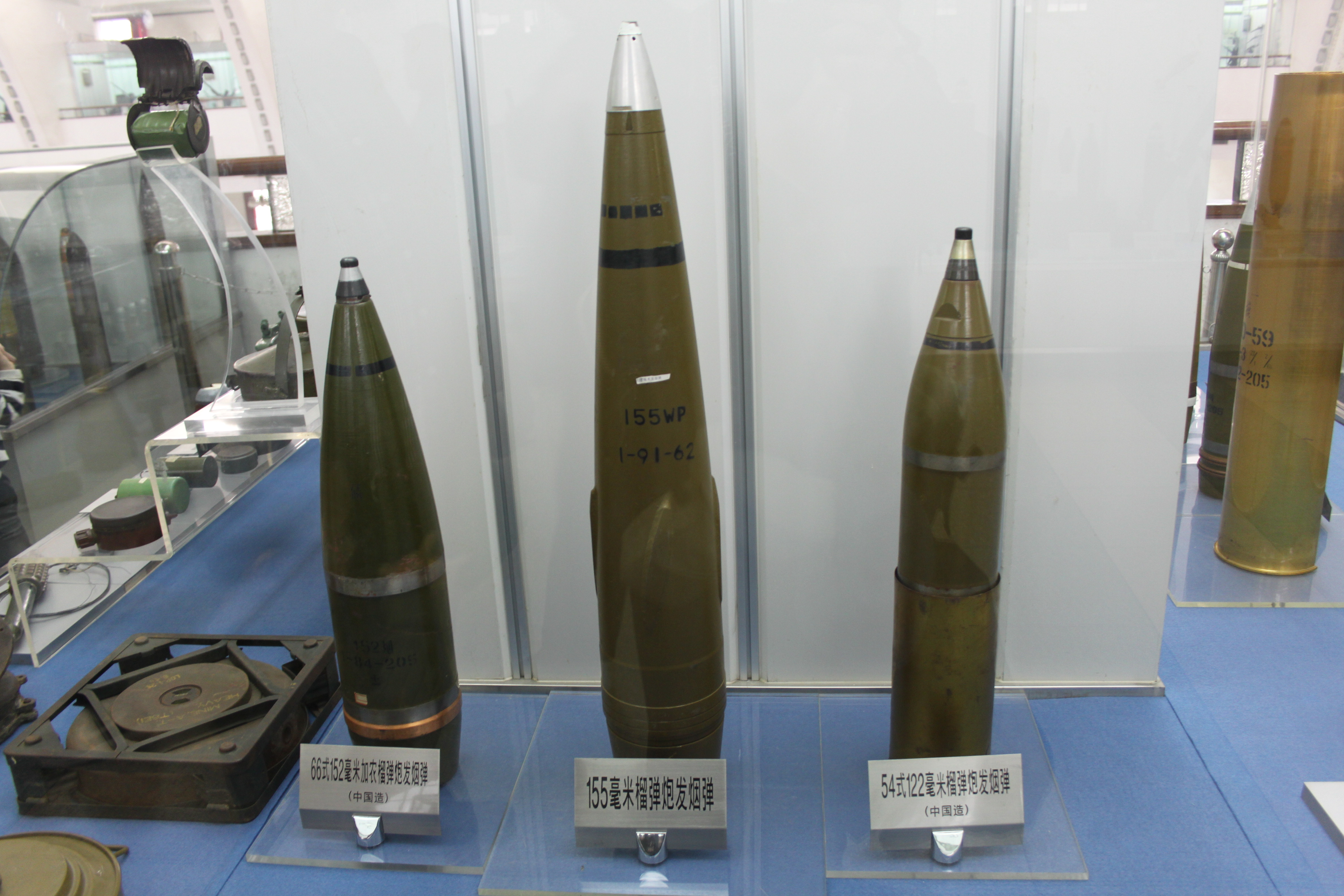
155-mm-ERFB-Geschoss (in Bildmitte)

Gegenüber dem 155-mm-NATO-Standardgeschoss M107 verfügen ERFB-Geschosse über eine deutlich bessere aerodynamische und schlankere Form. Während normale 155-mm-Geschosse einen ballistischen Koeffizienten von 0,47–0,52 aufweisen, liegt dieser Wert bei ERFB-Geschossen mit 0,28–0,38 deutlich niedriger. Ebenso haben ERFB-Geschosse einen deutlich längeren Geschosskörper von 900–980 mm. ERFB-Geschosse verfügen über ein spitzes und stromlinienförmiges Profil, bei dem sich die zur Geschossspitze zulaufende Ogive nahezu über die gesamte Geschosslänge erstreckt. Das Geschossende ist gegen den hohl ausgebildeten Geschossboden mit 2–5° konisch zulaufend. Die Geschosskörper werden in einem Stück aus AHSS-Schmiedestahl (AISI-9260) gefertigt. An der Geschossspitze ist eine Vertiefung mit einem Gewinde angebracht. In dieser ist bei der Auslieferung aus dem Werk eine Ringschraube bzw. Transportöse eingeschraubt. Vor dem Einsatz wird diese entfernt und durch den Zünder ersetzt. Dahinter im Geschosskörper befindet sich die Sprengstofffüllung. In Abhängigkeit vom Geschosstyp beträgt das Gewicht zwischen 42 und 48 kg. Unten am Geschosskörper ist der hohle Heckkonus angebracht. Dieser kann gegen einen Base-Bleed-Glimmsatz für Gaswirbel ausgetauscht werden. Durch die langgezogene ogive Geschossform schließt nur der unterste Teil des Geschosses formschlüssig an die Rohrwandung an. Zur Geschossführung im Geschützrohr sind auf mittlerer Höhe, auf der Geschossoberfläche 4–6 geschwungene Noppen (ähnlich wie Keilwelle) angebracht, welche bündig an die Rohrwandung anschließen. Während des Geschossfluges streicht die Zugluft über die aerodynamisch geschwungenen Noppen und erzeugt so einen Geschossdrall. Bei den ersten ERFB-Geschossen waren diese Noppen für einen erhöhten Rohrverschleiß verantwortlich. Zur Abdichtung des Verbrennungsraumes zwischen Rohrwand und Geschoss sind oberhalb des konischen Geschossbodens 2–4 Führungsbänder angebracht. Dadurch, dass ERFB-Geschosse nicht wie herkömmliche Artilleriegeschosse konstruiert sind, welche minimal überkalibrig ausgeführt sind (um so in die Züge gepresst zu werden), erreichen sie gegenüber diesen eine deutlich höhere Mündungsgeschwindigkeit von bis zu über 1000 m/s. Während bei den ersten ERFB-Geschossen der beim Abschuss maximal zulässige Gasdruck 3500 bar betrug, liegt dieser bei neueren Modellen bei rund 4500 bar.
Mit ERFB-Geschossen ist eine Reichweitensteigerung um ca. 30 % gegenüber herkömmlichen Artilleriegeschossen möglich. Folgende Schussdistanzen werden erzielt:
| Geschosstyp | Beschreibung                                                                  | Kaliberlänge L/39 | Kaliberlänge L/45 |
| ----------- | ----------------------------------------------------------------------------- | ----------------- | ----------------- |
| ERFB-HB     | Extended Range Full Bore-Hollow Base Mit Hohlboden am Geschossende.           | 25,9 km           | 30,1 km           |
| ERFB-BB     | Extended Range Full Bore-Base Bleed Mit Base-Bleed-Glimmsatz am Geschossende. | 32,2 km           | 39,6 km           |

Weiter erreicht ein ERFB-RA/BB-Geschoss (mit Raketenantrieb), verschossen aus einem 155-mm-Geschütz mit 45 Kaliberlängen (L/45), eine Schussweite von rund 55 km. Um diese Schussweite zurückzulegen, benötigt das Geschoss rund 130 Sekunden und erreicht dabei eine Flughöhe von knapp 22.000 m.
Seit Anfang der 2000er-Jahre wird von Denel und Rheinmetall Denel Munition die 155-mm-Munitionspalette Assegai mit Extended-Range-Full-Bore-Geschossen der Serie 2xxx eingeführt. Die Assegai-Geschosse erfüllen die Vorgaben des Joint Ballistics Memorandum of Understanding (JBMoU) der NATO. Diese Munitionspalette beinhaltet auch ein V-LAP-Geschoss (Velocity-enhanced Long-range Artillery Projectile). Dies ist ein ERFB-BB-Geschoss mit zusätzlichem Raketenantrieb. Seit 2014 bietet das obengenannte Herstellerkonsortium die verbesserten Geschosse der Assegai-Munitionspalette der Serie 9xxx an. Diese Serie beinhaltet auch ein verbessertes V-LAP-Geschoss mit der Bezeichnung M9703. Die ERFB-Geschosse der 9xxx-Serie zählen zu den weltweit leistungsstärksten Geschossen ihrer Art. Folgende Schussdistanzen werden mit 155-mm-ERFB-Geschossen der Assegai-Serie, mit einem Geschütz mit 45 Kaliberlängen (L/45) sowie einer 23-Liter-Brennkammer erzielt:
| Geschosstyp | Beschreibung                                                                                        | V0      | Schussdistanz |
| ----------- | --------------------------------------------------------------------------------------------------- | ------- | ------------- |
| ERFB-BT     | Extended Range Full Bore-Boat Tail Mit Hohlboden am Geschossende.                                   | 911 m/s | 31,6 km       |
| ERFB-BB     | Extended Range Full Bore-Base Bleed Mit Base-Bleed-Glimmsatz am Geschossende.                       | 908 m/s | 40,5 km       |
| V-LAP       | Velocity-enhanced Long-range Artillery Projectile ERFB-BB-Geschoss mit zusätzlichem Raketenantrieb. | 912 m/s | 54 km         |

Technische Daten aus
Folgende Schussdistanzen werden mit 155-mm-ERFB-Geschossen der Assegai-Serie, mit einem Geschütz mit 52 Kaliberlängen (L/52) sowie einer 25-Liter-Brennkammer erzielt:
| Geschosstyp | Beschreibung                                                                                        | V0        | Schussdistanz |
| ----------- | --------------------------------------------------------------------------------------------------- | --------- | ------------- |
| ERFB-BT     | Extended Range Full Bore-Boat Tail Mit Hohlboden am Geschossende.                                   | 995 m/s   | 38,4 km       |
| ERFB-BB     | Extended Range Full Bore-Base Bleed Mit Base-Bleed-Glimmsatz am Geschossende.                       | 1.015 m/s | 50,1 km       |
| V-LAP       | Velocity-enhanced Long-range Artillery Projectile ERFB-BB-Geschoss mit zusätzlichem Raketenantrieb. | 1.013 m/s | 76,3 km       |

Technische Daten aus
Wie bei herkömmlichen Artilleriegeschossen verringert sich auch bei ERFB-Geschossen mit zunehmender Schussdistanz die Zielgenauigkeit und die Streuung nimmt zu. Gegenüber herkömmlichen Artilleriegeschossen zeigten frühe ERFB-Geschosse, auch bei kurzen Schussdistanzen, eine geringere Zielgenauigkeit auf. Bei modernen ERFB-Geschossen mit ebenso modernen Geschützen liegt die Zielabweichung (unter optimalen Bedingungen) bei 0,35–0,4 % in der Schussdistanz sowie bei rund 0,1 % im Azimut. Bei reichweitegesteigerten ERFB-BB-Geschossen liegt die Streuung bei 0,48–0,5 % in der Schussdistanz. Diese Werte beziehen sich auf 75 % der max. Schussdistanz, der optimalen Schussweite der Artillerie. Bei einem ERFB-BB-Geschoss, welches mit einem Geschütz L/45 auf eine maximale Distanz von 40.000 m verschossen werden kann, liegt die Abweichung bei einer Schussdistanz von 30.000 m somit bei rund 144 m in der Distanz und bei rund 30 m im Azimut. Bei ERFB-Geschossen mit Raketenantrieb verringert sich die Zielgenauigkeit auf große Schussdistanzen zusätzlich. Generell erreichen ERFB-BT/HB-Geschosse eine größere Zielgenauigkeit als ERFB-BB-Geschosse, besitzen aber eine geringere Reichweite.
Als Füllung für ERFB-Geschosse kommt wie bei Standard-Artilleriegeschossen Sprengstoff (für Sprenggeschosse), Weißer Phosphor und Roter Phosphor (für Nebelgeschosse) sowie 42–72 Bomblets (für Streumunition) zum Einsatz. Weiter existieren Leuchtgeschosse, Agitationsgeschosse mit Flugblättern sowie Exerzier- und Übungsgeschosse. ERFB-Sprenggeschosse enthalten 8,2–8,6 kg Sprengstoff der Sorten Composition B oder TNT. Bei der Detonation erzeugt ein solches Geschoss 4.750–12.000 Splitter. ERFB-Geschosse können wie herkömmliche Artilleriegeschosse mit einem Aufschlagzünder, Abstandszünder, Verzögerungszünder oder Zeitzünder bestückt werden.
ERFB-Geschosse gehören zur Sorte der getrennt geladenen Munition mit modularen Treibladungsbeuteln (Zonenladungen). Das heißt, das Geschoss und die Treibladungen werden nacheinander geladen. Verwendet werden können z. B. NATO-Standard-Treibladungen wie M3A1 (Zonen 3, 4 und 5), M4A2 (Zonen 3, 4, 5, 6 und 7), M119A1 (Zone 8), M203 (Zone 9) oder M11 (Zone 10). Letztere kann nur bei Geschützen ab 45 Kaliberlängen (L/45) eingesetzt werden.